# Povel Huitfeldt
Povel Huitfeldt (né vers 1520 et mort le 21 septembre 1592,  à Tryggevælde sur l'île de Seeland (Danemark)) était un fonctionnaire dano-norvégien. Il est le premier Gouverneur général de Norvège.

## Biographie
Huitfeldt était lensherre dans le Nordfjord  de 1546 à 1556. En 1572, il est nommé  Gouverneur général de Norvège. Cette fonction a été nouvellement créée par le roi Frédéric II. Huitfeldt est en même temps seigneur de la forteresse d'Akershus. 
Après la guerre de sept ans Huitfeldt a été envoyé en Norvège où il reçoit le fief de Brunla de 1570 à 1574. En avril 1572, il reçoit également les fiefs d'Akershus  et de Tromsø. Le 10 mai 1572, il est nommé gouverneur de l'ensemble de la Norvège.
Il est resté gouverneur jusqu'à ce qu'il démissionne pour raisons de santé en 1577.. Il est enterré dans l'église d'Halmstad.